# ゆめおうみ
ゆめおうみは、滋賀県農業総合センター（現 滋賀県農業技術振興センター）が開発した日本のイネの品種名および銘柄名である。

## 概要
1985年に「越南135号」を母、「滋系51号」を父として人工交配を行い、その後代から育成された品種。
1991年に収量試験番号「大育850」を付し、1992年から奨励品種決定調査に供試。
1994年に地方番号「滋賀60号」を付した。
1998年に命名。「良質多収で安心な近江米の代表銘柄となり近江の国に広く普及する」ように命名された。
2001年3月28日に品種登録。
穂発芽性は難で、耐倒伏性は強く、葉いもち・穂いもち圃場抵抗性はやや強である。食味は良食味である。
- 交配系譜

| 越南135号 | 越南135号 | 越南135号 | 越南135号 | 越南135号  | 越南135号 |  |  | 滋系51号 | 滋系51号 | 滋系51号 | 滋系51号 | 滋系51号 | 滋系51号 |  |  |  |  |
| 越南135号 | 越南135号 | 越南135号 | 越南135号 | 越南135号  | 越南135号 |  |  | 滋系51号 | 滋系51号 | 滋系51号 | 滋系51号 | 滋系51号 | 滋系51号 |  |  |  |  |
|           |           |           |           |            |           |  |  |          |          |          |          |          |          |  |  |  |  |
|           |           |           |           | ゆめおうみ |           |  |  |          |          |          |          |          |          |  |  |  |  |